# 오모이카네
오모이카네노카미(일본어: 思金神 おもいかねのかみ[*])는 일본 신화에 등장하는 신이다.

## 개요
『고사기』에서는 오모이카네노카미 (思金神 (おもいかねのかみ)), 토코요노오모이카네노카미 (常世思金神 (とこよのおもいかねのかみ)), 『일본서기』에서는 오모이카네노카미 (思兼神 (おもいかねのかみ)), 『선대구사본기(先代旧事本紀)』에서는 오모이카네노카미 (思金神), 토코요노오모이카네노카미 (常世思金神), 오모이카네노카미 (思兼神), 야고코로오모이카네노카미 (八意思兼神 (やごころおもいかねのかみ)), 야고코로오모이카네노카미 (八意思金神 (やごころおもいかねのかみ))로 표기 되어있다.
타카미무스비노카미의 자식이며, 아메노오시호미미노미코토의 아내인 요로즈하타토요아키츠시히메노미코토의 오빠이다.
가장 유명한 이야기로는 이와토카쿠레 때, 아마노야스와라에 모인 800만의 신에게 아마테라스오오미카미를 이와토의 밖으로 내보내기 위한 지혜를 주었다고 한다. 쿠니유즈리에서는 아시하라노나카츠쿠니에 파견할 신을 선정하고 있었다. 그 후, 천손강림에서 니니기노미코토를 수행했다.
(야고코로(八意))오모이카네노카미(思金神)의 「八」을 「많다」, 「意」를 「사려」라고 해석하고, 「야고코로(八意)」는 오모이카네노카미에 대한 수식어, 「思」를 「사려」, 「金」을 「겹치다」로 해석하고, 이름의 뜻은 「많은 사려를 겸비하고 있는 것」이라고 생각 할 수 있다.

## 계보
타카미무스비노카미의 자식으로, 여동생으로 요로즈하타토요아키츠시히메노미코토가 있다.
『선대구사본기(先代旧事本紀)』에서는, 야고코로오모이카네노카미는 시나노국에 내려와, 시나노노아치노하후리베의 조상이 되었고, 치치부노쿠니노미야츠코의 선조가 되었다고 하고 있다. 자식으로는 아메노우와하루노미코토・아메노시타하루노미코토가 있는데, 아메노코야네노미코토의 자식으로 하는 족보도 있다. 이는 재지가 뛰어난 신인 아메노코야네노미코토와 비슷한 성격을 가진 야고코로모오모이카네노카미가 혼동된 데 따른 것으로 보이며, 아메노코야네노미코토의 자녀로 하는 족보는 와전으로 여겨진다.

## 신앙
치치부 신사 (사이타마현 치치부시)・아치 신사 (나가노현 시모이나군 아치무라) 등에서 치치부노쿠니노미야츠코・아치노하후리베 등의 조신(祖神)으로서 모셔지고 있는 것 외에, 아치노하후리베 일족의 도쿠타케씨가 창사한 토가쿠시 신사의 중사(中社) 등에서는 지혜와 학문의 신으로 신앙되고 있다. 또한, 날씨에 관한 유일한 신사인 기상 신사 (도쿄도 스기나미구)에도 모셔져있다.
사금 글자에서 곡척이 연상되며, 건축 전에 행해지는 손도끼 첫 의식의 주신으로도 신앙되고 있다. 이는 앞마루에 정면을 남향하여 두 기둥을 세우고, 기둥 정면에 천사겸명(天思兼命)이라 쓰고, 좌우에 각각 건축의 신인 타오키호오이노카미(手置帆負神)・히코사치노미코토의 이름을 쓰고, 뒷면에 연월일, 건주명을 묵서하는 의식을 가리킨다.

## 관련 신사
- 이데하 신사 말사(末社) 하구로산 (야마가타현) (야마가타현 츠루오카시 하구로마치)
- 아치 신사 (나가노현 시모이나군 아치무라)
- 아후치 신사 (나가노현 시모이나군 아치무라)
- 토가쿠시 신사 중사(中社) (나가노현 나가노시 토가쿠시)
- 호타카 신사 경내 사신사(四神社) (나가노현 아즈미노시 호타카)
- 타츠야스쿠라 신사 (達屋酢蔵神社) (나가노현 치노시 치노)
- 祝殿社四社 (나가노현 치노시 小町屋樋沢)
- 스와 신사 (나가노현 마츠모토시 이마이)
- 스베 신사 외궁(外宮) (시즈오카현 하마마쓰시 미야코다쵸)
- 코토노마마 하치만구 경내(境内) 五社神社 (시즈오카현 카케가와시 야사카)
- 天神社 (야마나시현 츠루시 下谷)
- 신메이 신사 (神明神社) (기후현 나카츠가와시 苗木)
- 椿三神社 (기후현 에나시 카사기쵸)
- 고카 신사 (五加神社) 경내(境内) (기후현 카모군 히가시시라카와무라)
- 오모이카네 신사 (思金神社) (가나가와현 요코하마시)
- 야이시켄 신사 (八意思兼神社) (카나가와현 이세하라시)
- 히카와 신사 경내사(境内社)　気象神社 (도쿄도 스기나미구)
- 치치부 신사 (사이타마현 치치부시 반바마치)
- 미츠미네 신사 경내(境内) 치치부 신사(秩父神社) (사이타마현 치치부시 미츠미네)
- 皆野椋神社 (사이타마현 치치부군 미나노마치)
- 竹間神社 (사이타마현 이루마군 미요시마치)
- 楡山神社 境内 知々夫神社 (사이타마현 후카야시 겐쿄)
- 미와 신사 경내(境内)　八意思兼神社 (군마현 키류시 미야모토쵸)
- 오오히라산 신사 경내(境内) 天満宮 (도치기현 토치기시 히라이쵸)
- 오오아라이이소사키 신사 경내(境内)　静神社 (茨城県東茨城郡大洗町)
- 静神社 (茨城県那珂市静)
- 鹿高神社 (三重県名張市安部田)
- 賀茂大神社 (三重県鈴鹿市平野町)
- 加世智神社 (三重県松阪市大平尾町)
- 松阪神社 (三重県松阪市殿町)
- 神明神社 (三重県四日市市尾平町)
- 田丸神社 (三重県度会郡玉城町大字下田辺)
- 三瀬谷神社 (三重県多気郡大台町)
- 若宮神社 (滋賀県草津市岡本町)
- 意冨布良神社 (滋賀県長浜市木之本町)
- 吉水神社 (滋賀県蒲生郡竜王町)
- 五社神社 (滋賀県近江八幡市牧町)
- 地主神社 (京都府京都市東山区)
- 村岳神社 (京都府京丹後市久美浜町)
- 五字神社 (大阪府箕面市粟生間谷)※「ごあざ」神社と読む
- 五字神社 (大阪府箕面市粟生外院)※「ごじ」神社と読む
- 津門神社 (兵庫県西宮市)
- 三条八幡神社 (兵庫県芦屋市)
- 思往神社 (兵庫県豊岡市日高町)
- 阿紀神社 (奈良県宇陀市大宇陀)
- 宇奈多理坐高御魂神社 (奈良県奈良市法華寺町)
- 蟻通神社 (和歌山県伊都郡かつらぎ町)
- 日前神宮 (和歌山県和歌山市秋月)
- 悲願寺　境内　賢見皇神社 (徳島県名西郡神山町)
- 忌部神社　摂社　若宮神社 (徳島県吉野川市山川町忌部山)
- 高濱神社 (島根県出雲市)
- 苅田神社　境内　幸神社 (島根県大田市久手町)
- 内神社　境内　芦原神社 (島根県松江市大垣町)
- 法吉神社 (島根県松江市法吉町)
- 興神社 (長崎県壱岐市芦辺町)
- 西寒多神社 (大分県大分市寒田)
- 天安河原宮 (宮崎県西臼杵郡高千穂町)
- 波宇志別神社 (秋田県横手市大森町)
- 輪西神社 (北海道室蘭市みゆき町)

## 같이 보기
- 일본 신화의 신 목록
- 와카히루메노미코토